# Willi Steindl

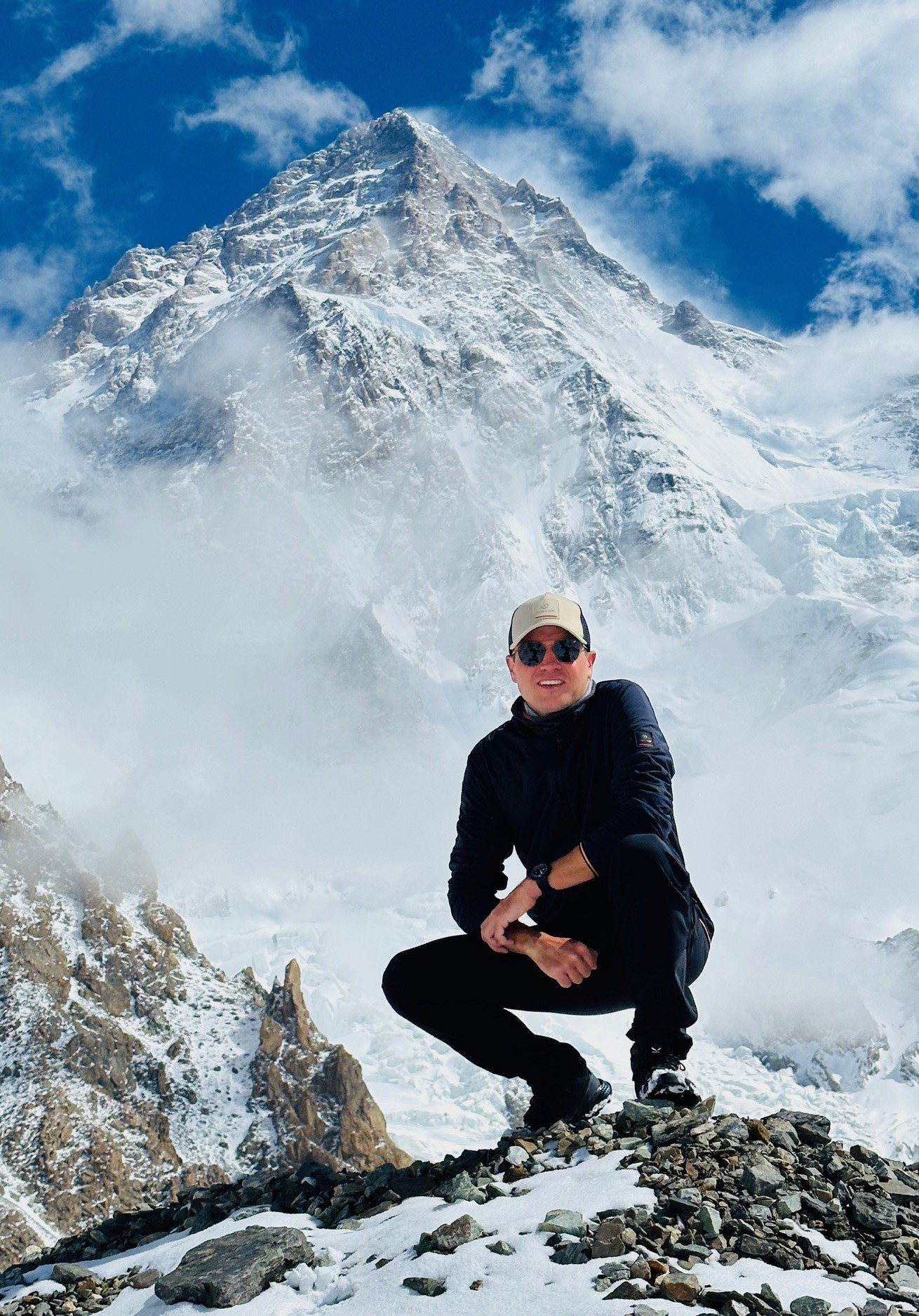
Willi Steindl 2023 vor dem K2

Wilhelm „Willi“ Steindl (* 12. August 1992 in Kitzbühel) ist ein ehemaliger österreichischer Rennfahrer, ein Hotelier und Touristiker in der Region Kitzbüheler Alpen und Extrembergsteiger.

## Karriere
Steindl begann seine Motorsportkarriere im Alter von acht Jahren im Kartsport und war bis 2007 in dieser Sportart aktiv. 2008 wechselte der Österreicher in den Formelsport und trat für Mücke Motorsport in der ADAC Formel Masters an. Er gewann zwei Rennen und beendete die Saison auf dem elften Gesamtrang. 2009 startete er für HS Technik Motorsport im deutschen Formel-3-Cup. Am Saisonende belegte der Rennfahrer, der das Team nach dem siebten Rennwochenende verlassen hatte, den elften Gesamtrang. 2010 wechselte er zu Van Amersfoort Racing, das im Vorjahr den Meistertitel gewonnen hatten. Zwar konnte Steindl nicht mit seinen Teamkollegen Daniel Abt und Stef Dusseldorp mithalten, nach regelmäßigen Platzierungen in den Punkterängen gelang es ihm allerdings beim letzten Saisonrennen sein erstes Rennen in der deutschen Formel 3 zu gewinnen. Am Ende der Saison belegte er den siebten Gesamtrang.
Nach der Saison nahm er für Mücke, sein ehemaliges Team, an Testfahrten der GP3-Serie teil und erzielte dabei gute Platzierungen. Mit seinen Leistungen empfahl er sich für ein Stammcockpit und wurde von RSC Mücke Motorsport für die GP3-Serie 2011 unter Vertrag genommen. Allerdings ersetzte Mücke Steindl kurz vor dem Saisonauftakt durch Luciano Bacheta.
Steindl kandidierte als Parteimitglied der Österreichischen Volkspartei für die 27. Nationalratswahl in Österreich. Er tritt im Bezirk Kitzbühel an und erreichte im ersten Anlauf über 2000 Vorzugsstimmen. Im Jahr 2023 wurde er zum Aufsichtsratsvorsitzenden der Tourismusregion Kitzbüheler Alpen Brixental gewählt.
Am 13. Mai 2022 bestieg Steindl den Mount Everest in nur 16 Tagen ab Kathmandu. Im Jahr 2023 war er Teil einer österreichischen Expedition am K2, scheiterte aber kurz unterhalb des Gipfels. Der K2 zählt zu den schwersten und gefährlichsten Bergen dieser Welt. Er veröffentlichte das Schicksal vom Tod des Höhenträgers Muhammad Hassan. Der österreichische Fernsehsender Servus TV produzierte dazu 2 Dokumentationen. Er bestieg 6 der 7 Summits, die als höchste Berge des jeweiligen Kontinents zählen.

## Karrierestationen
- 2001–2007: Kartsport
- 2008: ADAC Formel Masters (Platz 11)
- 2009: Deutscher Formel-3-Cup (Platz 11)
- 2010: Deutscher Formel-3-Cup (Platz 7)